# 大澤彩
大澤 彩（おおさわ あや、1977年 - ）は日本の法学者。専門は、民法・消費者法。学位は、博士（法学）（東京大学・課程博士・2007年）。法政大学法学部教授。愛知県生まれ。旧姓は小島。

## 略歴
- 1996年3月：長崎県立長崎北陽台高等学校卒業[2]。
- 1997年4月：東京大学文科一類に入学[2]。
- 2001年3月：東京大学法学部第1類（私法コース）卒業。
- 2007年3月：東京大学大学院法学政治学研究科民刑事法専攻博士課程修了。博士（法学）。
- 2008年4月：法政大学法学部准教授（〜2016年4月）。
- 2010年4月：明治学院大学法学部非常勤講師（〜2010年9月）。
- 2013年4月：慶應義塾大学大学院法務研究科（法科大学院）非常勤講師（消費者法Ⅰ）（〜2013年9月）。
- 2016年4月：法政大学法学部教授。

## 社会的活動
- 2010年4月：横浜市消費生活審議会委員。
- 2011年4月：法務省民事局調査員。
- 2014年11月：内閣府消費者契約法専門調査会委員（〜2017年8月）[3]。

## 著作

### 単書
- 『不当条項規制の構造と展開』（有斐閣、2010年10月）

### 共編
- （岩村正彦（編）、大村敦志（編）、齋藤哲志（編）、執筆範囲：消費者法）『現代フランス法の論点』（東京大学出版会、2021年4月）
- （松岡久和（編）、松本恒雄（編）、鹿野菜穂子（編）、中井康之（編））『改正債権法コンメンタール』（法律文化社、2020年10月）
- （柳明昌（編著））『金融商品取引法の新潮流』（法政大学出版局、2016年4月）
- （廣瀬久和（編）、河上正二（編））『消費者法判例百選』（有斐閣、2010年6月）